# Hidetoshi Mitsusada
Pas d'image ? Cliquez ici
Hidetoshi Mitsusada (光貞秀俊), né le 29 décembre 1970 à Osaka, est un pilote automobile japonais.

## Biographie
Hidetoshi Mitsusada roule en karting pendant son enfance, avec notamment Satoshi Motoyama et Shinji Nakano. Il intègre la Formule Japon 1600 en 1988, et passe en Formule 3 japonaise en 1991. Il remporte sa première victoire dans le championnat en 1993 lors de sa troisième saison, terminant quatrième cette année-là, dans un championnat dominé par Tom Kristensen. En 1994, il passe en Formule 3000 Japon. À partir de 1995, comme beaucoup d'autres pilotes Japonais renommés, il effectue un double programme F3000 Japon/championnat de GT japonais, et termine deux fois sur le podium en Super GT. 
En 1996, il participe aux 24 Heures du Mans. Dans un équipage entièrement japonais engagé par Team SARD Toyota Co. Ltd., il abandonne sur sortie de piste après 19 heures de course. En 1997, en Formula Nippon (anciemment F3000 Japon), il monte à trois reprises sur le podium. En 1998, il participe aux trois dernières courses de Formule 3000 internationale, antichambre de la Formule 1 avec Nordic Racing mais finit hors des points à chaque fois. Son meilleur résultat est une quinzième place au Nürburgring.

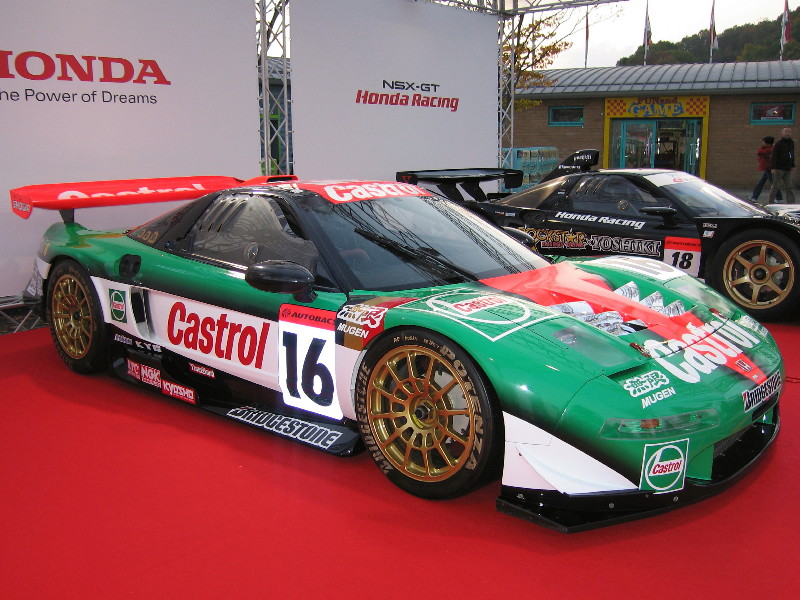
La Honda NSX de Hidetoshi Mitsusada et Ryō Michigami ayant roulé en championnat de GT japonais en 2000.

En 1999, il revient au Japon, et remporte trois victoires : deux en Formula Nippon à Motegi et à Mine, et une en Super GT avec Tom Coronel à Aida,. Avec ses deux victoires en Formula Nippon, il se classe troisième du championnat. En 2000, Hidetoshi Mitsusada est engagé comme pilote de réserve et d'essais par Benetton Formula pour la saison 2000 de Formule 1 et confirme un programme parallèle de titulaire en Formule 3000 internationale. Cependant, il échoue à se qualifier aux trois premières courses et arrête la Formule 3000 en cours de saison pour retourner au Japon.
De retour au Japon, il fait équipe avec Ryō Michigami en lutte pour le titre, et l'aide à gagner le titre en championnat de GT japonais sur une Honda NSX. Il remporte sa dernière victoire avec Michigami en 2001 en GT à Aida. Il reprend son double programme Formula Nippon/GT japonais jusqu'en 2002, avant de se concentrer uniquement sur le GT, le championnat étant renommé Super GT en 2005. Il prend finalement sa retraite après la saison 2008. Il fonde par la suite une équipe de karting au Japon. Il est également commentateur de la Super Formula et de Super GT sur J Sports.

## Résultats en compétition automobile

### Palmarès
- 4e de Formule 3 japonaise en 1993 avec une victoire
- 7e de championnat de GT japonais en 1995 avec deux podiums
- 4e de Formula Nippon en 1997 avec trois podiums
- Non classé en Formule 3000 en 1998, trois courses
- 3e de Formula Nippon en 1999 avec deux victoires
- 13e de championnat de GT japonais en 1999 avec une victoire
- Non classé en Formule 3000 en 2000, trois non-qualifications
- 7e de championnat de GT japonais en 2000 avec deux podiums
- 5e de championnat de GT japonais en 2001 avec une victoire
- 9e de Formula Nippon en 2002 avec un podium
- 7e de championnat de GT japonais en 2002 avec deux podiums
- 16e de Super GT en 2006 avec un podium

### Résultats aux 24 Heures du Mans
| Saison | Écurie                    | Voiture         | Moteur                      | Pneus | Coéquipiers                     | Classe | Tours | Pos.    | Class. Pos. |
| ------ | ------------------------- | --------------- | --------------------------- | ----- | ------------------------------- | ------ | ----- | ------- | ----------- |
| 1996   | Team SARD Toyota Co. Ltd. | Toyota Supra LM | Toyota 3S-GTE 2.1L Turbo I4 | D     | Masanori Sekiya Masami Kageyama | GT1    | 205   | Abandon | Abandon     |